# Battenbergi Lujza svéd királyné
Lujza svéd királyné, született Lujza battenbergi hercegnő (németül: Prinzessin Louise von Battenberg, angolul: Lady Louise Mountbatten, svédül: Drottning Louise av Sverige, teljes nevén Louise Alexandra Marie Irene; Seeheim-Jugenheim, 1889. július 13. – Stockholm, 1965. március 7.) battenbergi hercegnő, házassága révén Svédország királynéja.

## Élete
Lujza hercegnő Lajos Sándor battenbergi herceg és Viktória hessen–darmstadti hercegnő második leányaként született a hesseni Seeheim-Jugenheim község mellett található Heiligenberg kastélyban. Édesapja tengerészként szolgált a Brit Királyi Haditengerészetnél, és német származása ellenére brit állampolgárságot kapott. Édesanyja IV. Lajos hesseni nagyherceg leányaként angol felmenőkkel rendelkezett, Lujza hercegnő egyike volt Viktória brit királynő számos dédunokáinak.
Az első világháború alatt a család nehéz helyzetben találta magát, ugyanis németekként éltek Angliában. V. György brit király 1917-ben megtiltotta a famíliának, hogy származásukra utaló von Battenberg családnevet használják, helyette fel kellett venniük a Mountbatten vezetéknevet. Emellett Lajos Sándor herceg lemondott német címeiről is, cserébe a brit uralkodó a Milford Haven őrgrófja ranggal kárpótolta őt. Lujza hercegnő ennek megfelelően a Lady Mountbatten megnevezést használta. 1915 és 1917 között a hercegnő Franciaországban szolgált ápolónőként egy katonai kórházban, később ezért megkapta a Királyi Vörös Keresztet (angolul: Royal Red Cross).

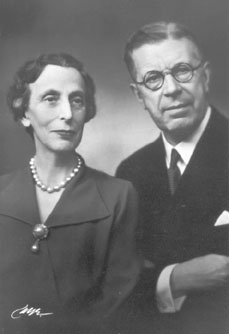
VI. Gusztáv és Lujza svéd királyi pár (1950-es évek)

1909-ben a száműzött II. Mánuel portugál király megkérte Lujza hercegnő kezét. A hercegnő visszautasította őt, bár gyengéd érzelmeket táplált a király irányába. 1923. november 3-án a Szent Jakab palota kápolnájában Lujza feleségül ment Gusztáv Adolf svéd trónörököshöz, V. Gusztáv király legidősebb fiához. A trónörökösnek ez már második házassága volt: első felesége, Margit brit és connaughti hercegnő 1920-ban hunyt el. Lujza hercegnő így Svédország trónörökösnéje lett. Gusztáv Adolf és Lujza boldog, harmonikus házasságban éltek. A hercegnőnek sikerült megtalálnia a közös hangot férje első házasságából született gyermekeivel. 1925. május 30-án a trónörökösné egy koraszülött leánygyermeket hozott világra. Lujza hercegnő ekkor már harmincas évei közepén járt, a további gyermekvállalás nagyon kockázatos lett volna, ettől az orvosok óva intették őt.
A téli háború alatt számos finn gyermeket menekítettek át Svédországba. Lujza trónörökösnéként az Ulriksdal palotában biztosított szállást a gyermekek számára, és többször is személyesen látogatta meg őket. A háború végeztével az „Ulriksdal-gyermekek” hazatértek Finnországba, ám Lujza hercegnő fenntartotta velük a kapcsolatot, és meglátogatta őket Helsinkiben. 1950. október 29-én elhunyt V. Gusztáv király, örökébe Gusztáv Adolf lépett, s Lujzából Svédország királynéja lett. A királyné nagy népszerűségnek örvendett népe körében, több jótékonysági szervezetet is támogatott. Férjével gyakran sétált Stockholm utcáin, testőri kíséret nélkül.
Lujza királyné 1965. március 7-én hunyt el a stockholmi Szent Göran Kórházban, műtéti komplikációk következtében. A Haga Parkban található királyi temetkezőhelyen helyezték örök nyugalomra. Később férjét mellé temették el.